# Francis Koene

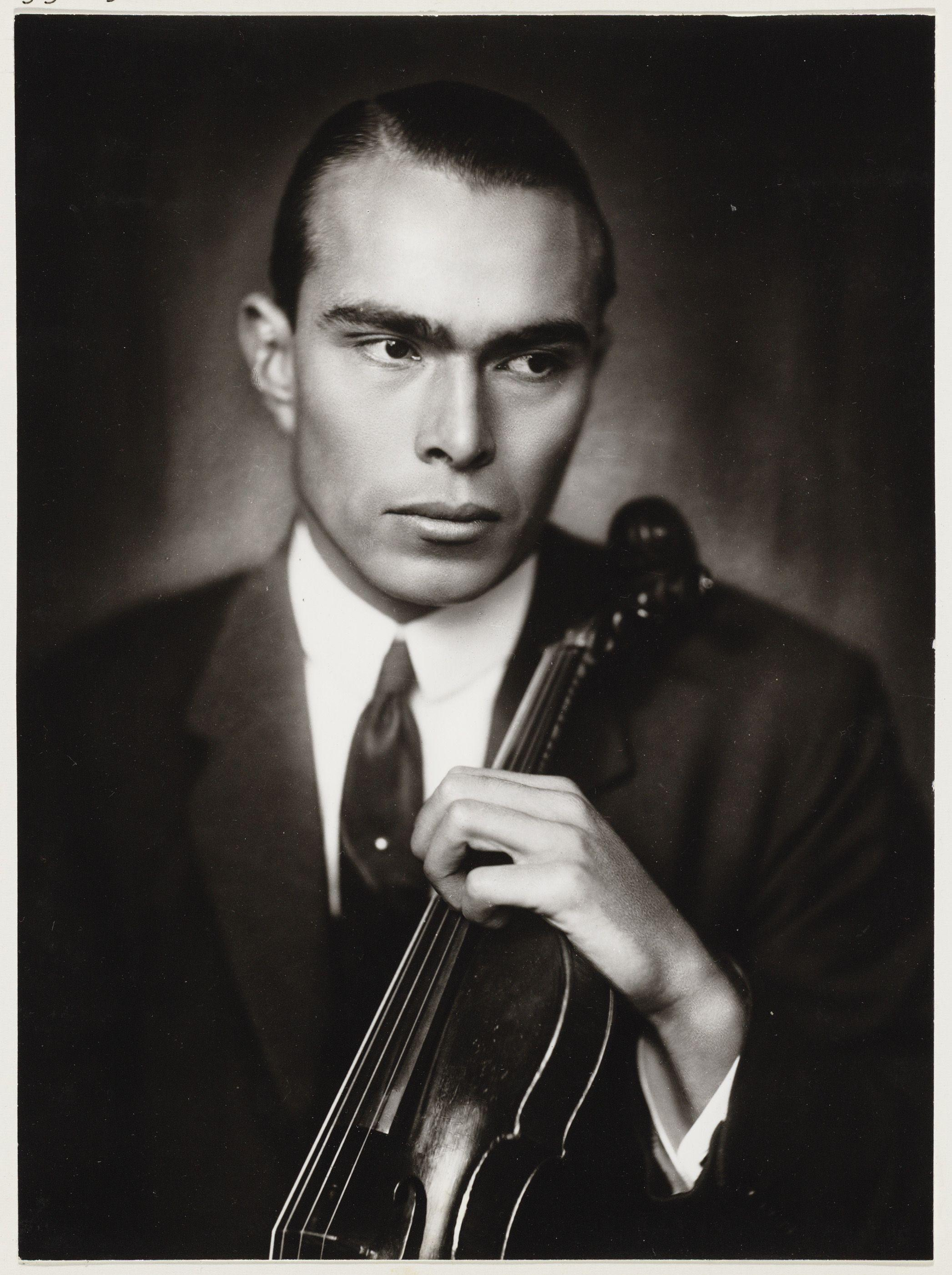
Francis Dirk Jacobus Koene (1922)

Francis Koene (* 11. März 1899 in Weltevreden bei Batavia, Niederländisch-Indien (heute: Jakarta, Indonesien); † 29. Januar 1935 in Amsterdam) war ein niederländischer Violinist und Konzertmeister.

## Leben
Francis Koene wurde als eines von drei musikbegabten Kindern einer javanischen Mutter und eines holländischen Vaters geboren. Mit fünf Jahren erhielt er Violinunterricht von Josef Strogl, einem tschechischen Geiger. Im Alter von neun Jahren tourte er mit seinem Bruder und seiner Schwester unter dem Namen „Trio Koene“ durch Java. Die Familie zog dann nach Holland, wo er von 1909 bis 1913 am Koninklijk Conservatorium Den Haag Maschinenbau studierte und seine Musikalische Karriere weitgehend ruhen ließ, allerdings weiterhin Geigenunterricht bei Angenot am Haager Konservatorium und bei Adelberg in Amsterdam bekam. Von 1917 bis 1920 erhielt er Violinunterricht bei Louis Zimmermann in Amsterdam und Unterricht in Harmonielehre bei Fred. J. Roeske und widmete sich wieder ganz der Musik. Ab 1908 unternahm er Konzertreisen nach Indien und Europa. 1920 musizierte er beim internationalen Mahler-Fest in Amsterdam. Januar 1921 wurde er 2. Konzertmeister des Utrechts Symfonie Orkest, Mai 1922 1. Konzertmeister.
Im Jahr 1926 wurde er bei der Musikalischen Kapelle der Sächsischen Staatstheater unter Fritz Busch Nachfolger des Violinisten Karl Thomann. Er setzte sich dort unter 24 (internationalen) Bewerbern um eine 1. Konzertmeisterstelle durch. Seit Beginn seiner Dresdner Verpflichtung gab er auch Violinunterricht bei der Orchesterschule der Staatskapelle.
Außerdem trat er als Solist und Kammermusiker auf. Mit der Staatskapelle spielte er u. a. Beethovens Violinkonzert und Mendelssohns Violinkonzert e-Moll. Außerdem gastierte er als Solist bei der Tschechischen Philharmonie mit der Phantasie für Violine und Orchester von Josef Suk. 1926 war er an der deutschen Erstaufführung des Doppelkonzertes für 2 Violinen und Orchester von Gustav Holst beteiligt. Auch trat er bei der Konzertreihe „Neue Musik Paul Aron“ in Erscheinung, wo er mit der Dresdner Philharmonie unter Fritz Busch und dem Pianisten Paul Aron das Kammerkonzert für Klavier und Geige mit 13 Bläsern von Alban Berg interpretierte. Im Rahmen eines Konzerts des Dresdner Tonkünstlervereines 1930 spielte er mit der Sächsischen Staatskapelle das von Sam Franko bearbeitete Violinkonzert g-Moll von Antonio Vivaldi. Ferner spielte er bei Veranstaltungen des Richard-Wagner-Verbands deutscher Frauen, beim Akademischen Ferienkurs des Sächsischen Lehrervereins und bei einer Schubert-Feier 1928.
1927 gründete er mit dem Pianisten Paul Aron und dem Cellisten Karl Hesse das Ensemble „Neues Dresdner Trio“, das in Sachsen und Holland Konzerte gab und vor allem ein klassisch-romantisches Repertoire (Beethoven, Schubert usw.) pflegte. Außerdem führte das Klaviertrio Werke von Maurice Ravel und Ildebrando Pizzetti auf.
Aufgrund gesundheitlicher Probleme beendete er 1932 (offiziell am 1. März 1933) sein Engagement in Dresden. Nach der Machtergreifung der Nationalsozialisten zog er zurück nach Holland, wo er sich 1934 mit der Komponistin Henriëtte Bosmans, mit der er auch zusammenarbeitete, verlobte.